# 입자법
입자법(粒子法, 영어: particle method)은 연속체 역학에서 입자를 이산화시켜 푸는 방법이다. 이산요소법이나 입자완화 유체동력학(smoothed particle hydrodynamics) 등의 방법이 있다. 많은 입자법은 무요소법과 겹친다.

## 같이 보기
- 연속체 역학
- 경계요소법
- 무요소법